# Parafia św. Klemensa w Czerminie
Parafia Świętego Klemensa w Czerminie – parafia rzymskokatolicka w dekanacie Mielec Północ w diecezji tarnowskiej. 

## Historia parafii
Parafia została erygowana w 1238. Obecny kościół murowany został wybudowany w 1630 w stylu barokowym, zastępując dawniejszą drewnianą świątynię. Kościół jest jednonawowy, z węższym prezbiterium zakończonym półkoliście zamkniętą absydą. Parafię prowadzą księża diecezjalni.